# Goyen
De Goyen (Bretons: stêr Gwaien) is een 31,8 km lange rivier in de Franse regio Bretagne. De rivier loopt door de Cap Sizun. 

## Naamgeving
De naam Goyen is afgeleid van het Bretonse woord gwazhienn (ader), dat weer komt van gwazh (stroom). In het Bretons is Gwaien de naam van de stad Audierne. De rivier wordt stêr Gwaien genoemd, wat rivier van Audierne betekent.

## Geografie
De 31,8 km lange rivier ontspringt in Pengoyen bij Plonéis in Finistère. Na ongeveer 30 km in westelijke richting te hebben gestroomd en de gemeentes Confort-Meilars en Mahalon te hebben gescheiden, bereikt de rivier Pont-Croix, vanwaar hij in zuidelijke richting uitmondt in een estuarium of ria die zich uitstrekt tot Audierne. Dit is de Aber du Goyen.
De rivier loopt in zijn geheel door het departement Finistère en loopt door negen gemeenten, Pont-Croix, Mahalon, Confort-Meilars, Guiler-sur-Goyen, Landudec, Pouldergat, Plogastel-Saint-Germain, Gourlizon, Plonéis.

## Galerij

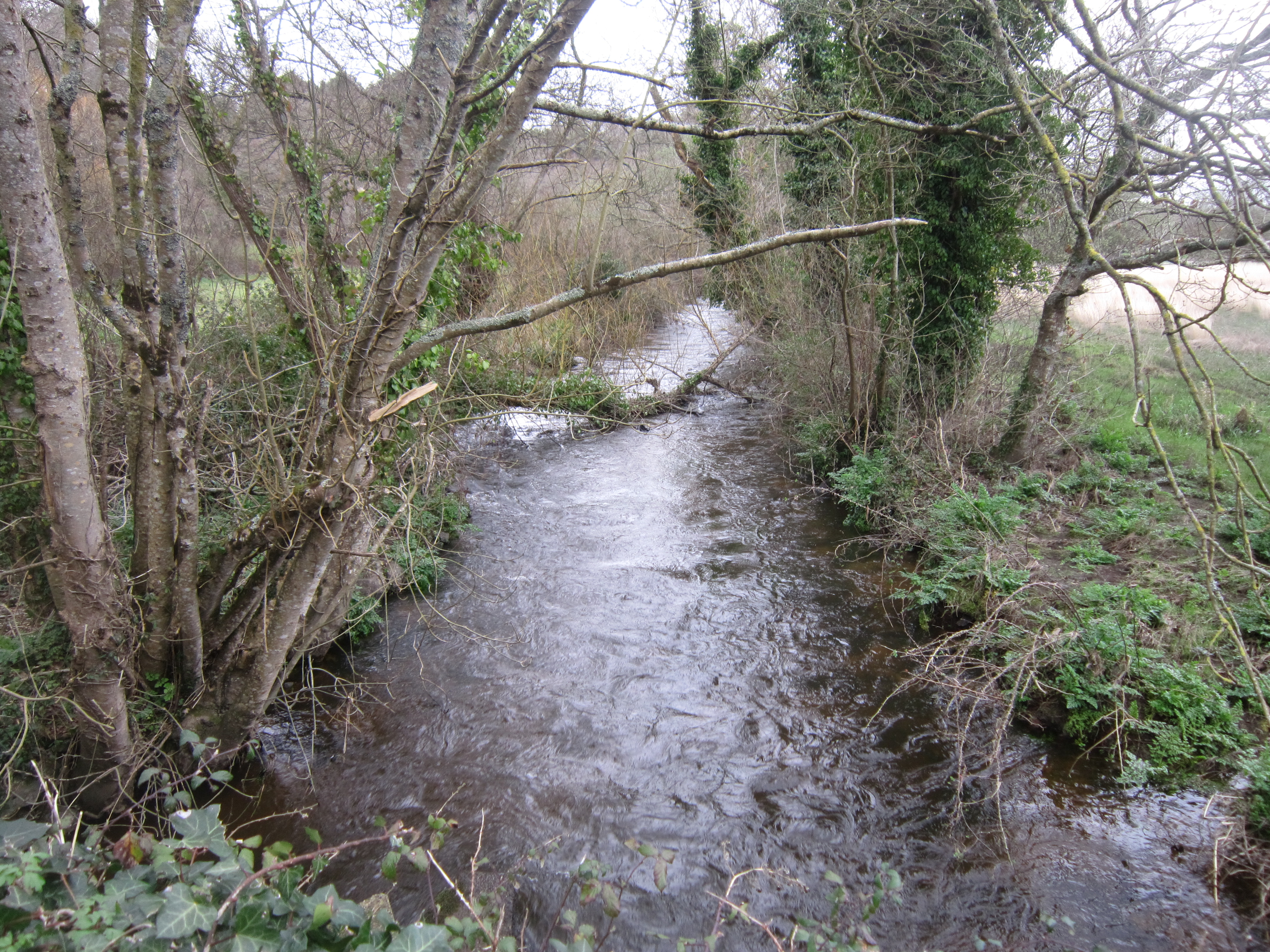
Bij Mahalon en Confort-Meilars.
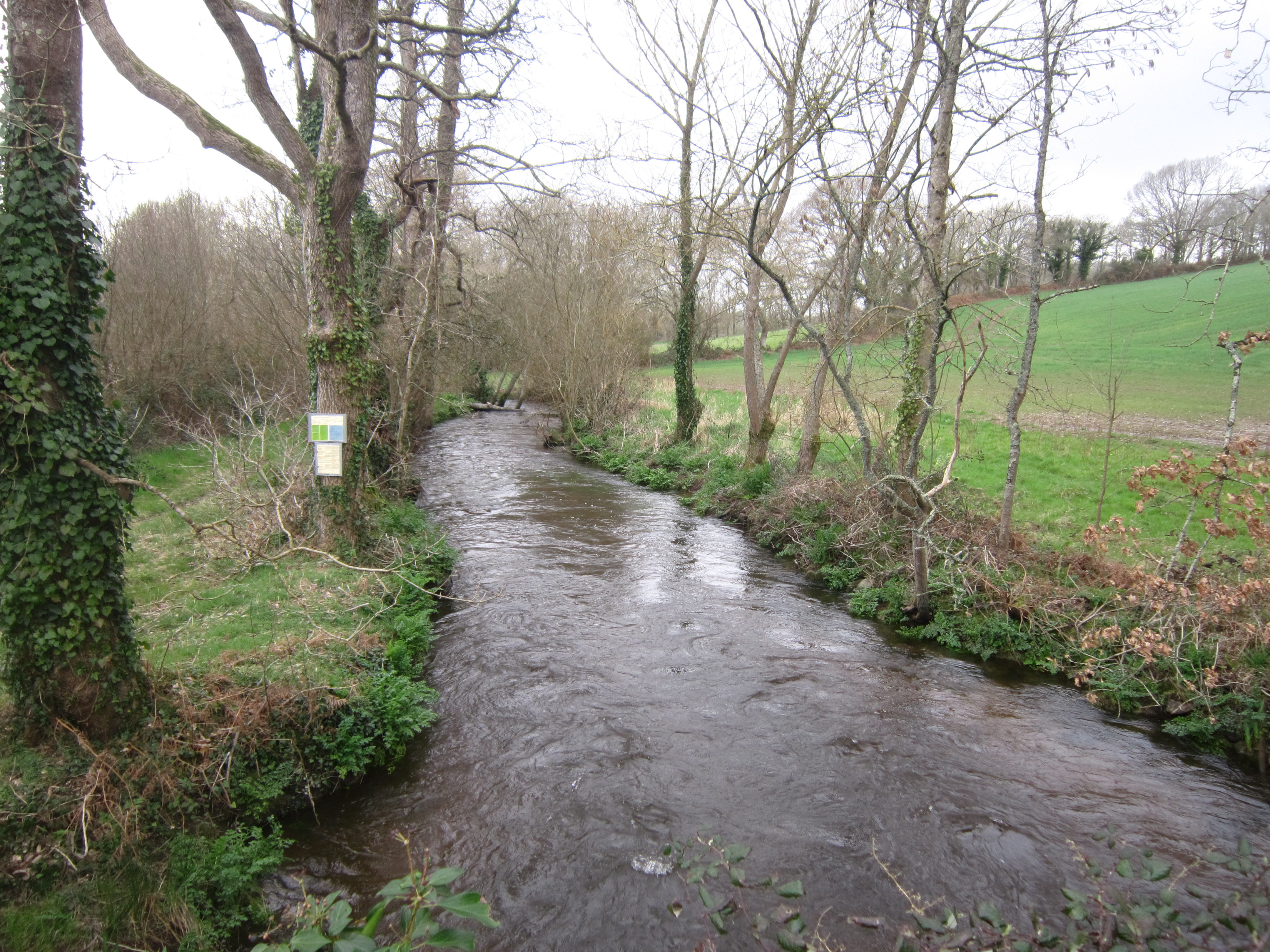
Bij Mahalon en Confort-Meilars.
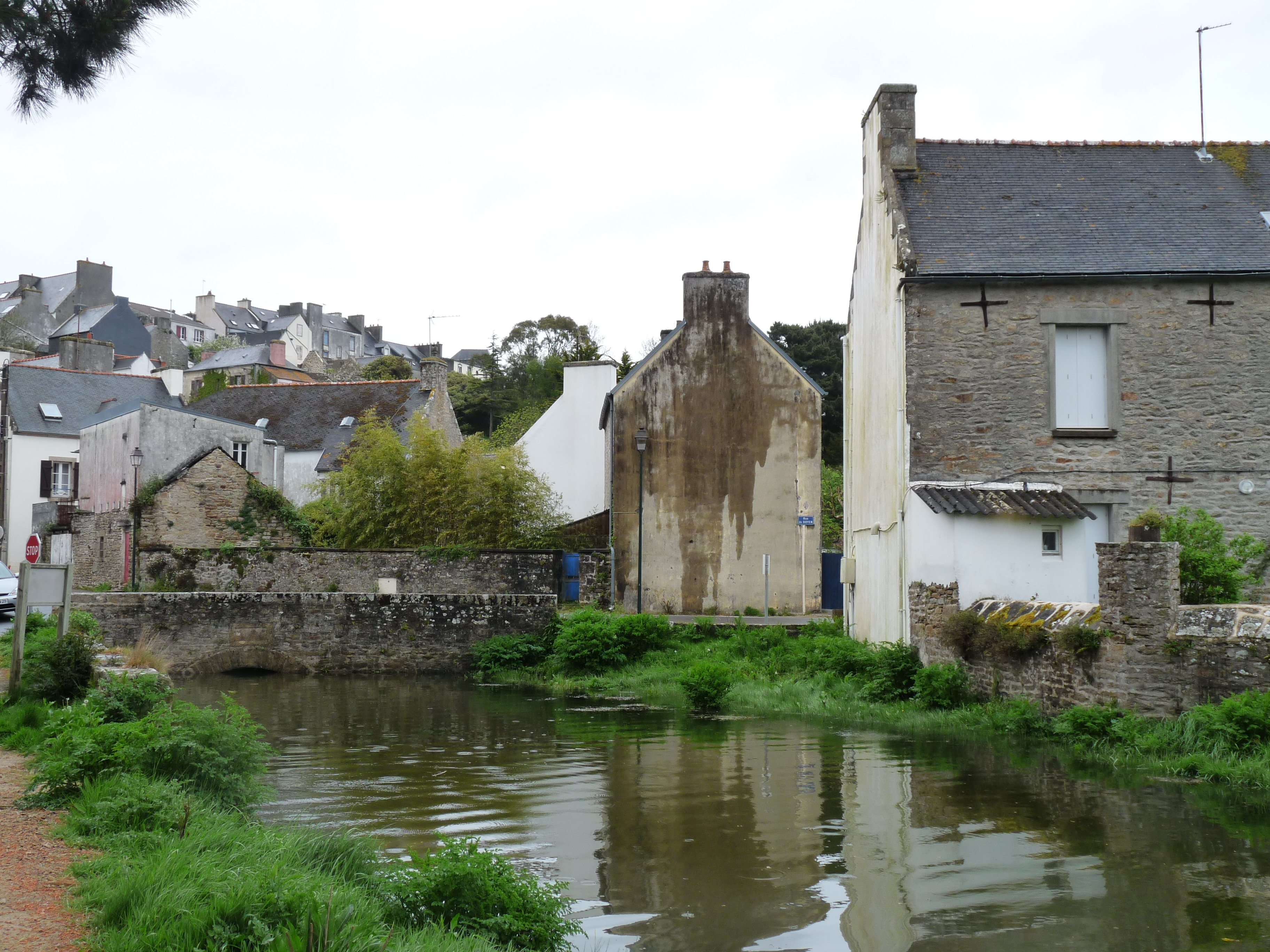
Bij Pont-Croix.
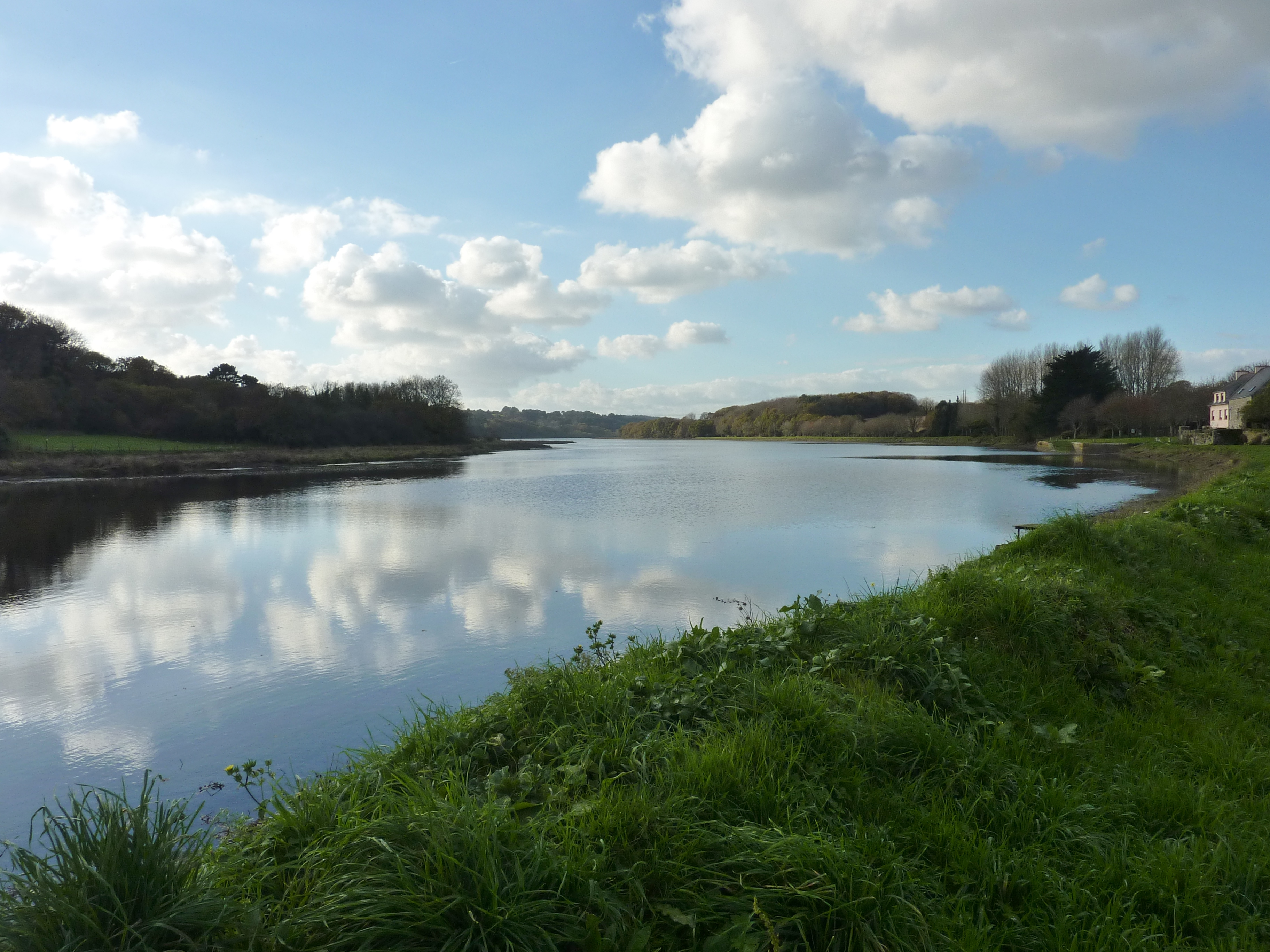
De Ria du Goyen bij vloed.
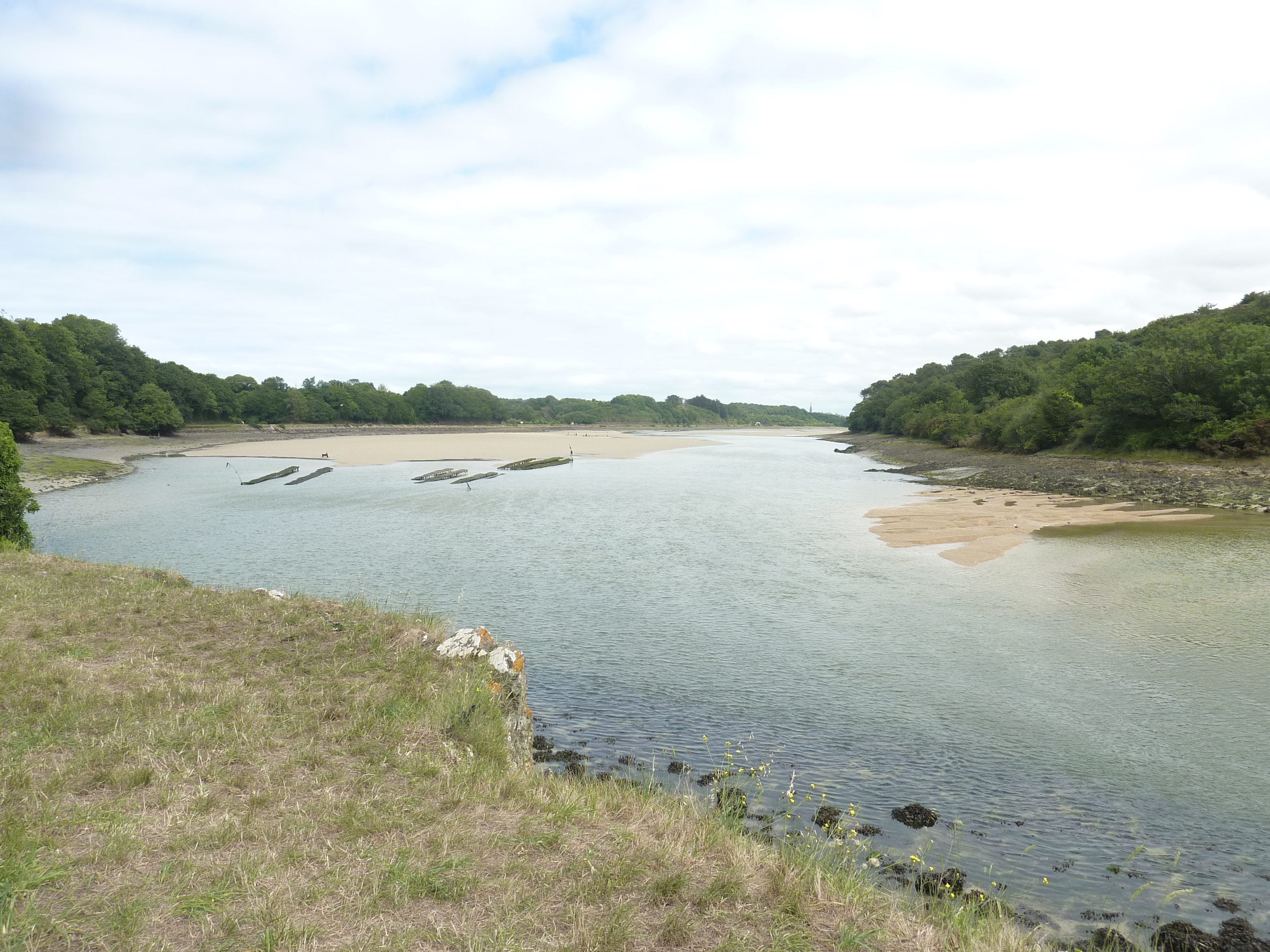
De Ria du Goyen halverwege het getij.
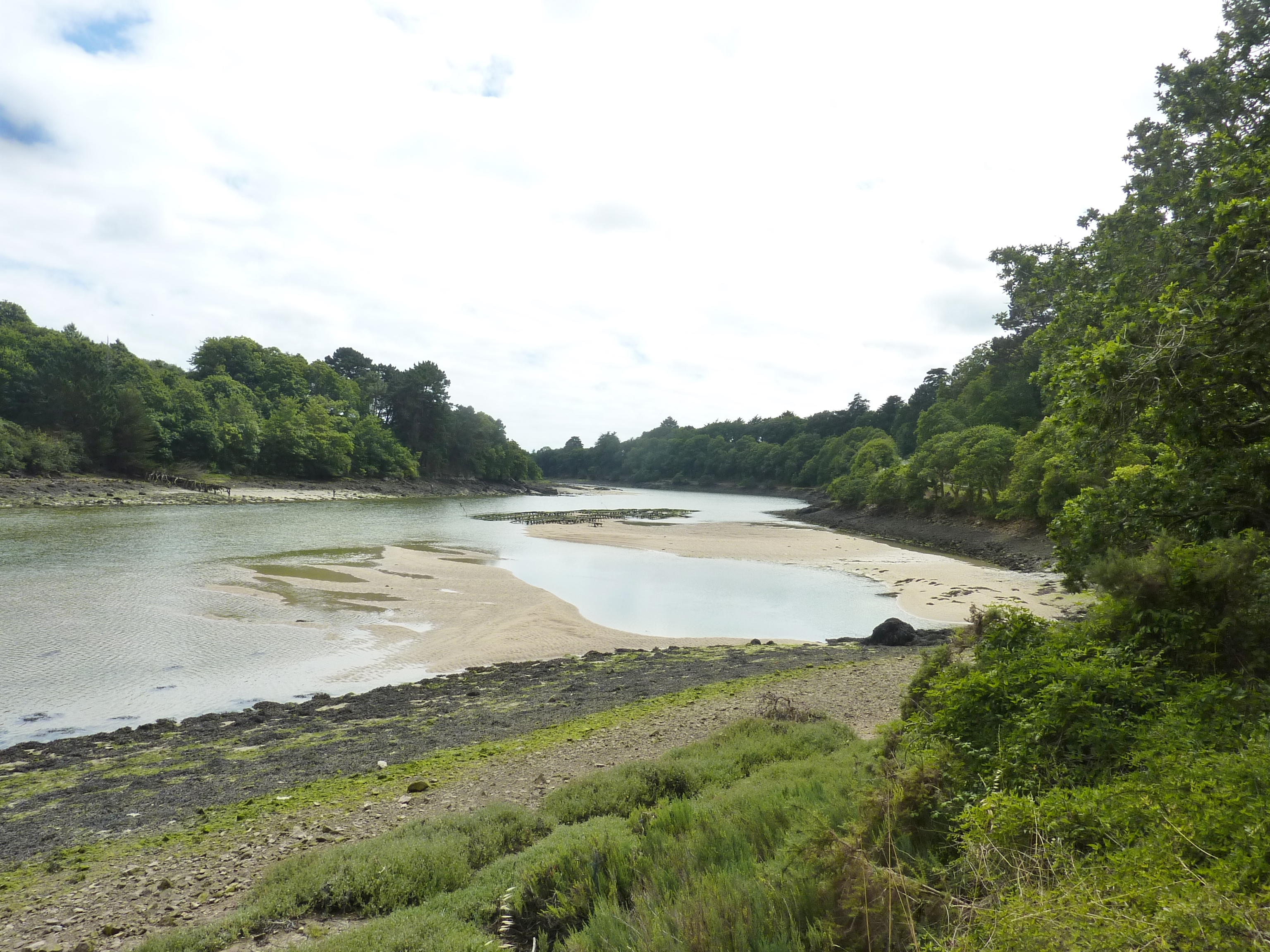
De Ria du Goyen bij eb.
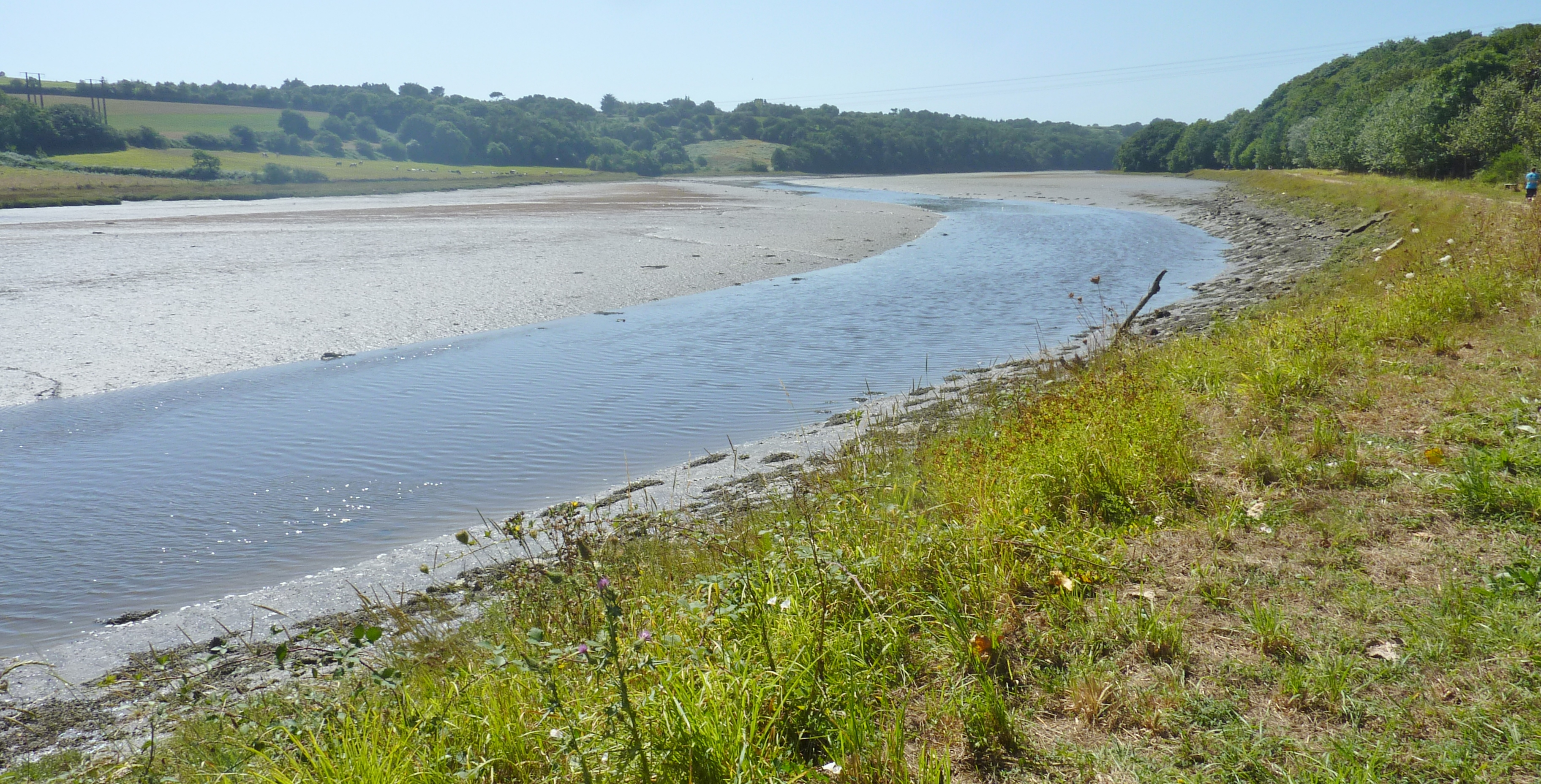
De Ria du Goyen bij eb.
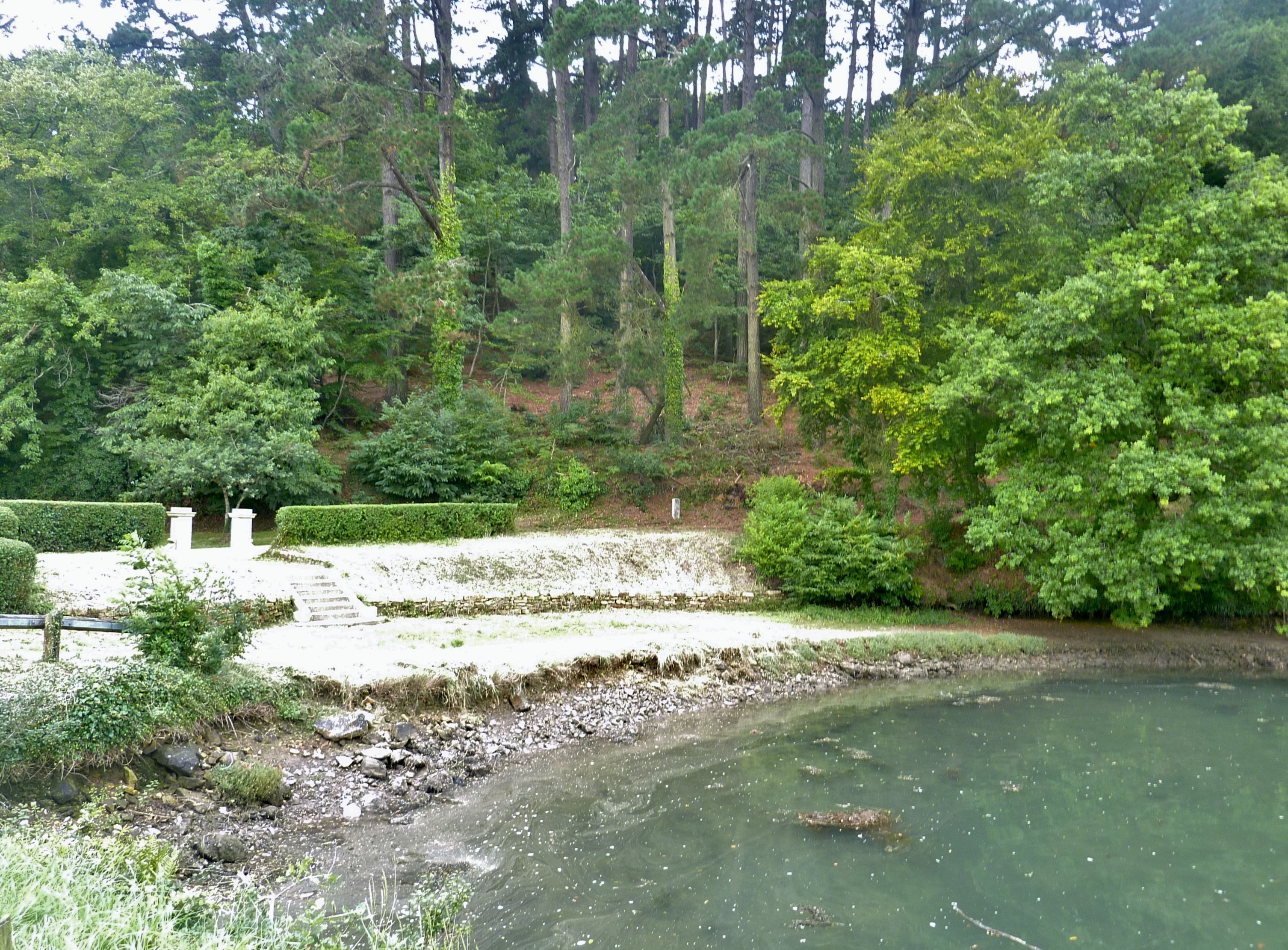
De rechteroever van de Ria du Goyen bij Suguensou (tussen Audierne en Pont-Croix).
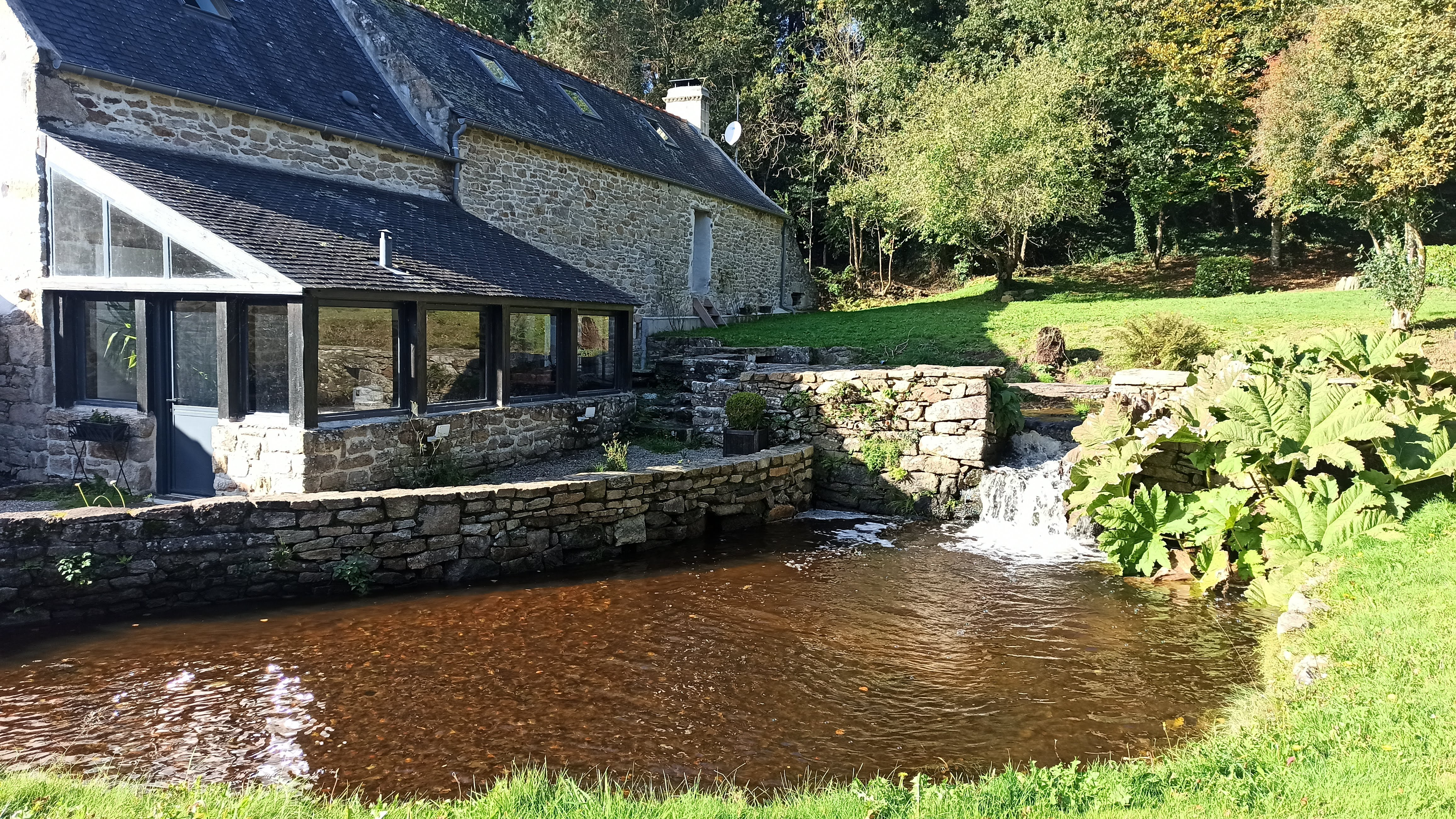
De Goyen bij de molen van Kerguerhent bij Pouldergat.

{{{1}}}° 0′ NB, {{{5}}}° 0′ OL